# Willem Kalf
Willem Kalf, född 1619 i Rotterdam, död den 31 juli 1693 i Amsterdam, var en nederländsk konstnär.

## Biografi
Kalf var sannolikt lärjunge till François Ryckhals. Han är 1642-46 påvisbar i Paris, 1651 i Hoorn i Holland samt till och med 1653 i Amsterdam. Kalf målade främst stilleben med praktkärl samt interiörer och exteriörer av bondhus utförda med ett mästerligt ljusspel och i en varm kolorit. 
Kalf finns representrad på Nationalmuseum och Göteborgs konstmuseum äger en målning tillskriven Kalf. På Kunstmuseet, Köpenhamn finns Den kinesiske porslinsskålen och Nature morte.